# Publius Mucius Scaevola (Konsul 175 v. Chr.)
Publius Mucius Scaevola (Konsul 175 v. Chr.) war ein römischer Senator und Konsul aus der gens Mucia.

## Herkunft und familiäres Umfeld
Publius Mucius Scaevola entstammte der plebejischen Nobilität. Obwohl sich die Mucier der Abstammung von dem in der römischen Königszeit auftretenden Gaius Mucius Scaevola rühmten, ist diese legendäre Abstammung unwahrscheinlich, denn die erst im 3. Jahrhundert v. Chr. in Erscheinung tretenden Geschlechtsangehörigen waren unzweifelhaft Plebejer. Er selbst war der älteste Sohn des Quintus Mucius Scaevola, Prätor des Jahres 215 v. Chr., und der Enkel eines ebenfalls Publius genannten Muciers. Er wurde in der zweiten Hälfte des 3. Jahrhunderts v. Chr. geboren. Sein Vater war ein Freund und Anhänger des Publius Fulvius Flaccus, des Oberhaupts der Fulvier, einer damals bedeutenden Familie der Nobilität, dem er sich während des 2. Punischen Krieges angeschlossen hatte.

## Politische Laufbahn
Auch Publius Mucius Scaevola und sein Bruder Quintus waren enge Vertraute der fulvischen Familie. Unter deren Patronat begannen sie ihren politischen Aufstieg. Beide Brüder wurden mit Unterstützung der Fulvier 179 v. Chr. zu Prätoren gewählt, wobei Publius durch das Los praetor urbanus wurde, während die Söhne des Q. Fulvius Flaccus in diesem Jahr das Konsulat (Q. Fulvius Flaccus und Lucius Manlius Acidinus Fulvianus) bekleideten. Publius Mucius Scaevola erhielt als Stadtprätor die Aufgabe, die Giftmordverbrechen in Rom und Umgebung aufzuklären. Denn den Fulviern war daran gelegen, dass ein enger Vertrauter mit der Sache befasst wurde, zumal der Suffektkonsul des Jahres 180 v. Chr., Quintus Fulvius Flaccus, in die Sache verwickelt war. Deshalb sollte ein zuverlässiger Anhänger der Familie die Untersuchung leiten. Im Jahre 175 v. Chr. wurde Publius Mucius Scaevola dann mit Marcus Aemilius Lepidus Konsul. Beide Konsuln kämpften erfolgreich in Ligurien, insbesondere Mucius, der die ligurischen Stämme, die Pisae und Luna heimgesucht hatten, zurückschlug und entwaffnete. Für beide Konsuln wurden Dankesfeste veranstaltet. Außerdem wurde beiden ein Triumphzug vom Senat in Rom gewährt. P. Mucius sorgte dann dafür, dass für das folgende Jahr sein Bruder Quintus zum Konsul gewählt wurde. Im Jahre 170 v. Chr. steht er im senatus consultum für Thisbe in Böotien als erster und ranghöchster Zeuge. Schließlich bewarb er sich für 169 v. Chr. um das Amt des Zensors, scheiterte aber mit seiner Bewerbung. Sein Todesjahr ist unbekannt. Wie sein Vater war er wohl Jurist.